# Zenge (Adelsgeschlecht)

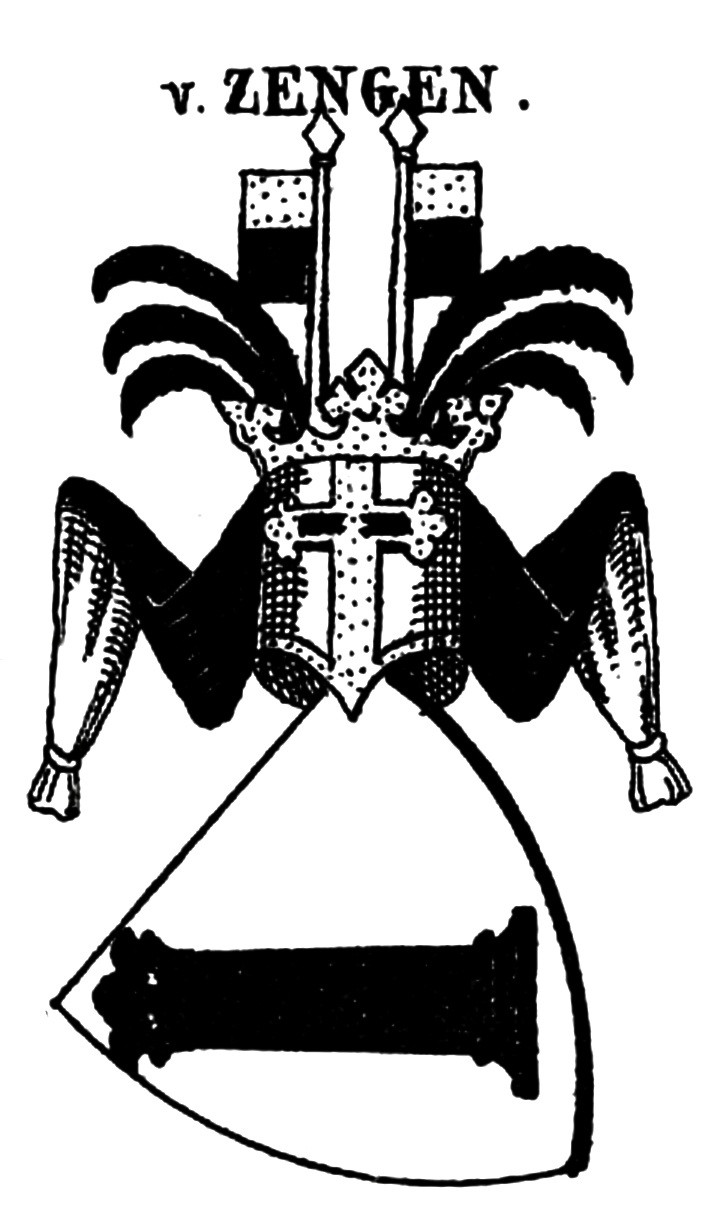
Stammwappen derer von Zenge(n)

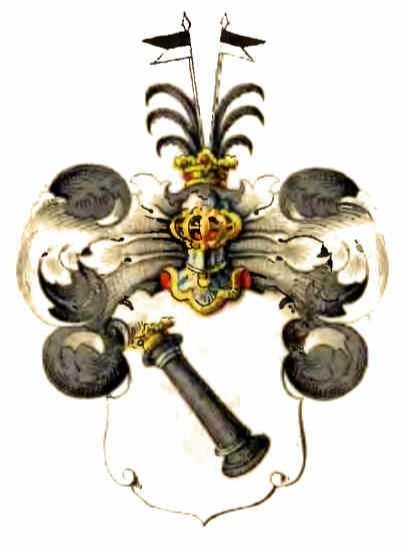
Wappen derer von Zenge

Die Familie Zenge, auch Zeng bzw. Zengen, ist der Name eines thüringischen Adelsgeschlechts, das sich nach Preußen und Hannover ausbreitete.

## Geschichte
Die Familie ist vermutlich eines Stammes mit den wappengleichen Adelsfamilien von Kutzleben und von Wiehe und erscheint mit Heinricus dictus Zenge am 26. Juli 1302 urkundlich erstmals (Hauptstaatsarchiv Dresden). Das genaue Datum der Nobilitierung ist unbekannt; zu einer Urkunde über Güter und Rechte in Großballhausen aus dem Jahr 1407 wurde „Zange oder Zenge“ als Name notiert. Hans Christoph von Zenge, der als Rat im Dienst der Grafen von Schwarzburg stand, gilt als Stammvater der urkundlich ununterbrochen belegten Stammreihe. Er saß im ausgehenden 15. Jahrhundert auf Westgreußen und Obergebra.
Die Zenges gehörten zum Dienstadel der Grafen von Gleichen und hatten in der Gegend nordöstlich um Gotha und Sömmerda ihre Hauptbesitzungen. Der Edle, Gestrenge und Ehrnveste Friderich Burchardt Zenge († 1608) war gräflich gleichen'scher Drost zu Pyrmont.

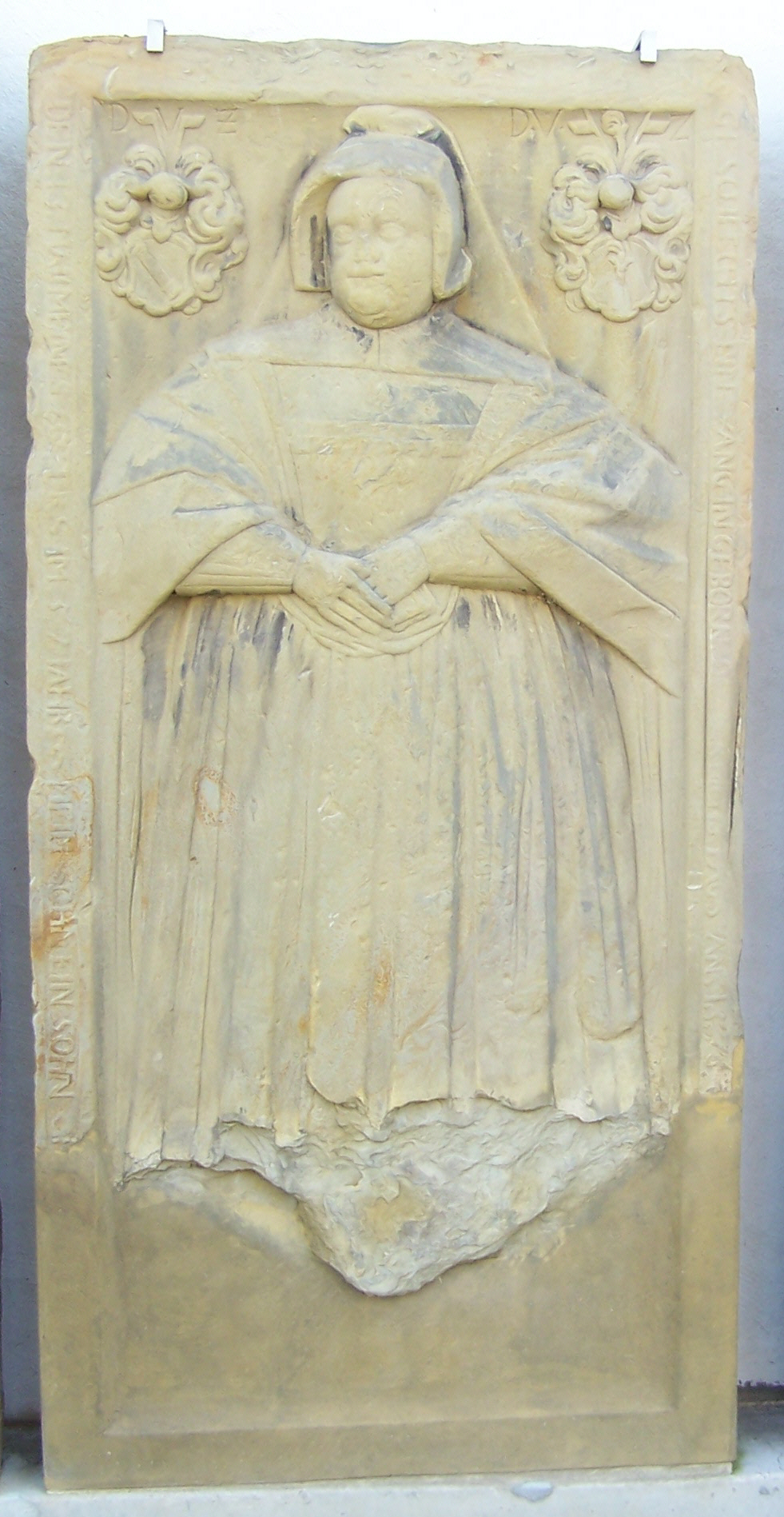
N.N. von Wangenheim, geb. von Zenge zu Hallungen (1576–1633). Epitaph an der Schlossmauer in Behringen

Friederich August von Zeng[en] (1756–1838) wurde in Amerika als Frederick Augustus de Zeng bekannt. Seine militärische Laufbahn durchlief er u. a. beim Landgrafen von Kassel. Über den Soldatenhandel unter Landgraf Friedrich II. von Hessen-Kassel kam er nach Amerika, blieb dort und begründete einen Familienzweig, der etliche bekannte Persönlichkeiten hervorbrachte.
Johann Christoph von Zengen war um 1803 Drost supernum im Amt Bodenteich im Fürstentum Lüneburg.
Die Linie von Zengen gehörte der hannöverschen Ritterschaft an und war in der Grafschaft Hoya begütert, im 18. und in der ersten Hälfte des 19. Jahrhunderts mit den Rittergütern Barenburg und Dörrieloh.
Zwischen 1841 und 1849 erfolgte die Zerteilung der Güter des Leutnants Carl Wilhelm von Zengen auf Rittergut Mackenrode. Offenbar war bezüglich finanzieller Verbindlichkeiten eine Schieflage entstanden.
Das international bekannte Auktionshaus von Zengen in Bonn wurde 1971 von Dietrich Burkhardt Freiherr von Zengen als Auktionshaus Dietrich B. von Zengen gegründet. Durch seinen Unfalltod wurde seine Ehefrau, die Kunsthistorikerin Christiane von Zengen, 1986 die neue Inhaberin des Hauses. 2010 wurde beim Auktionshaus der Generationswechsel vollzogen. Es bekam mit dem langjährigen Mitarbeiter Stefan Püngel einen neuen alleinigen Inhaber.

## Besitzungen
- Burgruine Zengenberg an der Hainleite im 11. Jahrhundert bei Wernrode, Hallungen[10], Obergebra, Ottenhausen, Tunzenhausen (1602), Waldstedt, Westgreußen u. a.

## Wappen

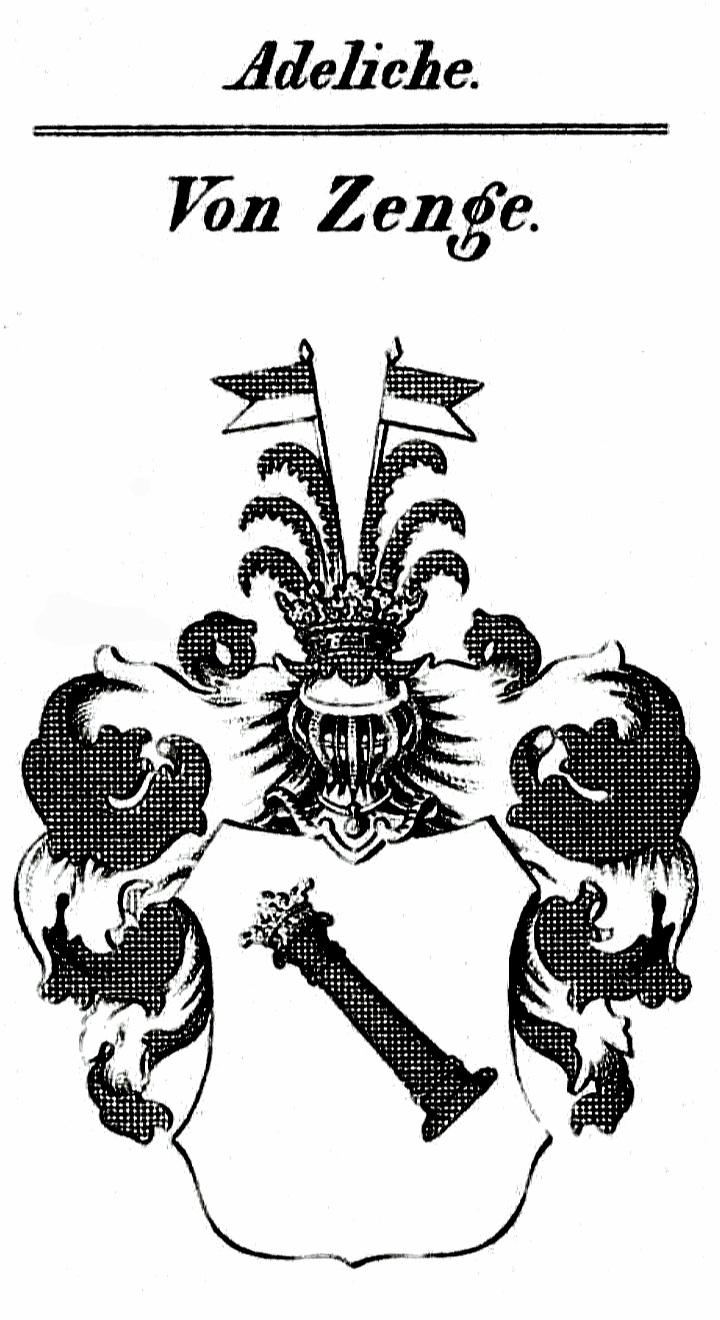
Wappen derer von Zenge
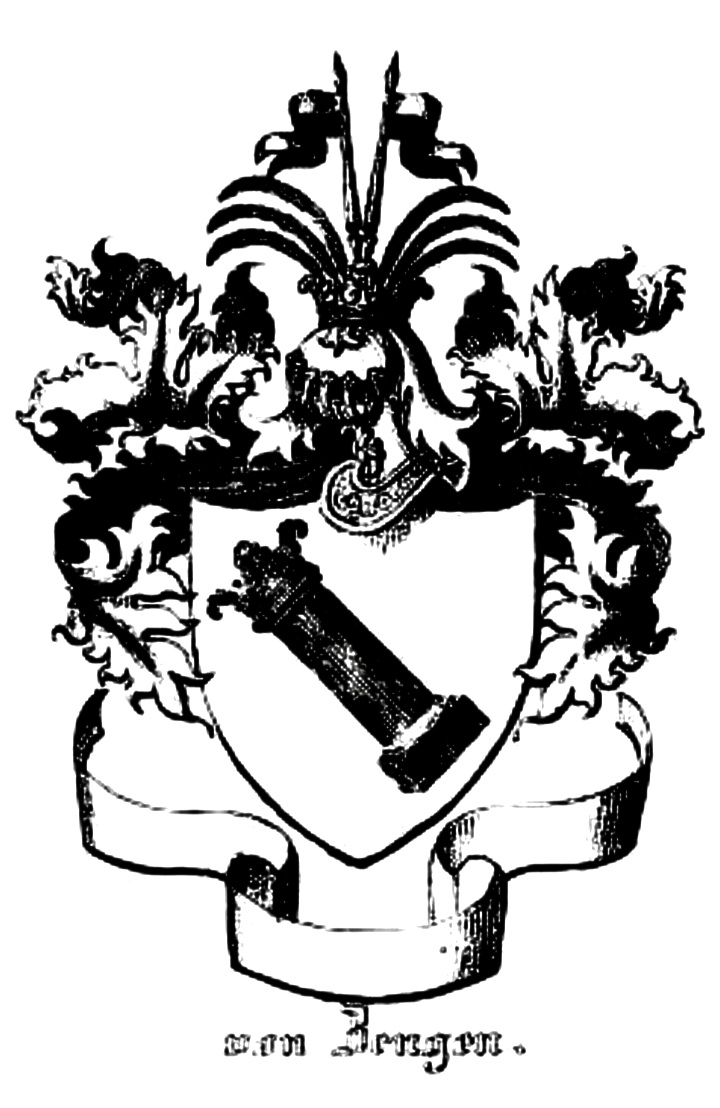
Wappen derer von Zengen
Wappen von Baron Frederick Augustus de Zeng
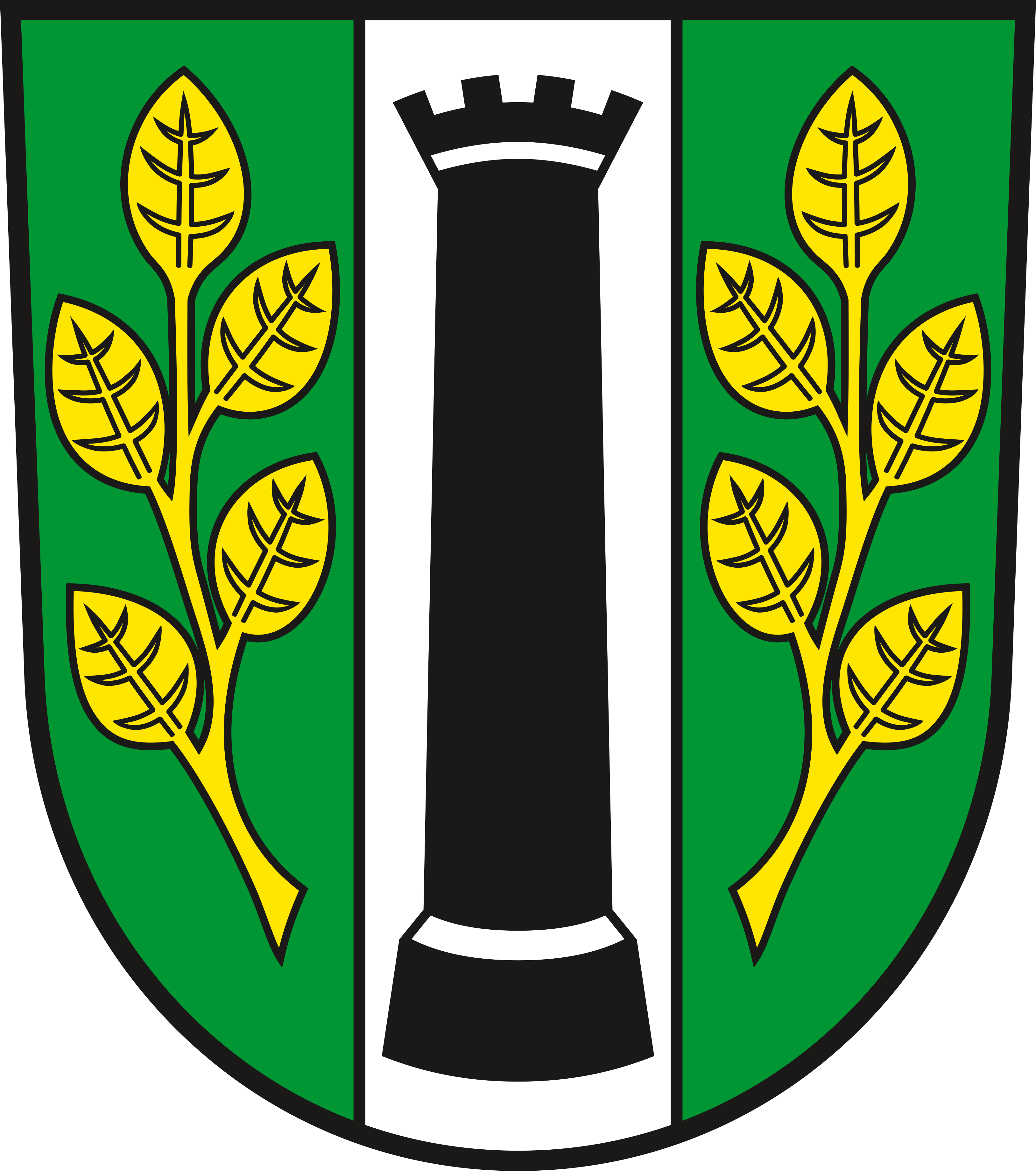
Dem Wappen der von Zenge entlehnt, die Säule im Ortswappen von Hallungen

- Blasonierung:

In Silber eine schrägrechts liegende gekrönte schwarze Säule. Auf dem Helme mit schwarz-silbernen Decken zwischen je 3 rechts- und linkshingekehrten Hahnenfedern 2 von Silber und Schwarz geteilte Fähnlein an goldenen Stangen.
Die nicht verwandten bayerischen Zenger führten hingegen dieses Wappen: Schild von Schwarz und Gold geteilt, oben eine silberne aufgesperrte Zange. Valentin König ordnet in seiner Publikation von 1736 das Wappen der Zenger dem thüringischen Adelsgeschlecht Zenge zu.

## Persönlichkeiten
- Johann Zenge, vor 1433 Domherr zu Halberstadt.
- Heinrich Zenge, Mittelalterliches Siegel vom 27. April 1578[13]
- August Wilhelm Hermann von Zenge (1736–1817), preußischer Generalmajor.
- Frederick Augustus de Zeng (1756–1838), Major bei den Truppen der Dreizehn Kolonien, blieb als Unternehmer in Amerika.
- Ludwig Friedrich von Zengen, um 1770 Landrat von Hohenstein.
- Wilhelmine von Zenge (1780–1852), Verlobte Heinrich von Kleists.
- William Steuben de Zeng (1793–), Pionier im amerikanischen Wasserschifffahrtswesen und Unternehmer in den USA.
- Henry Lawrence De Zeng (1866–1929), Erfinder des Phoropter und Unternehmer in den USA.[14][15]